# Morpheus Extra RA
Morpheus Extra RA is een Belgisch bier van hoge gisting.
Het bier wordt gebrouwen in Brouwerij Alvinne te Moen.
Het is een blond bier met een alcoholpercentage van 7,1%, hoppig en bitter. Dit bier wordt in 2005 eerst gebrouwen onder de naam Alvinne Extra en later wordt een nieuwe versie uitgebracht Alvinne Extra Restyled. Nadat men in 2010 begint te brouwen met hun eigen Morpheus gist, krijgt het bier de huidige naam. RA betekent Restyled Again.